# 149 Medusa
149 Medusa este un asteroid din centura principală, descoperit pe 21 septembrie 1875, de Joseph Perrotin.